# Tetramolopium conyzoides
Tetramolopium conyzoides là một loài thực vật có hoa trong họ Cúc. Loài này được (A.Gray) Hillebr. miêu tả khoa học đầu tiên năm 1888.